# Mick Cain
Mick Cain (Chicago, 4 agosto 1978) è un attore statunitense.

## Biografia
Famoso in tutto il mondo per aver interpretato dal 1998 al 2007, nel 2009 e nel 2017 il ruolo di C.J. Garrison nella soap Beautiful, l'attore ha fatto il suo esordio in televisione nel 1995. Nel 1996 recita a fianco di Michael Gross nel film The Making of Hollywood Madame.
Ha preso parte a molte serie come Una bionda per papà nel 1997, nella parte di Drew, ed ha interpretato Derek in alcuni episodi di Un angelo poco... custode sempre nel 1997.
Nel 2000 ha interpretato Jack nel film L'ululato del lupo bianco. Il suo ultimo film è Dead End - Quella strada nel bosco (2003).

## Vita privata
Si è sposato con la collega di set Schae Harrison (Darla). Insieme hanno avuto una figlia nata nel 2003.

## Filmografia parziale

### Cinema
- The Making of a Hollywood Madame (1996)
- Slient Lies (1996)
- Dust (1997)
- L'ululato del lupo bianco (2000)
- The Contract (2002)
- Dead End - Quella strada nel bosco (2003)

### Televisione
- Sister, Sister (1995)
- Una bionda per papà (1997)
- Un angelo poco... custode (1997)
- Beautiful (1998-2004, 2007, 2010,  2017)

### Videoclip
- Don’t tell me (1995) dei Van Halen
- Can’t stop loving you (1995) dei Van Halen